# Вампирша (фильм, 1973)
«Вампи́рша» (фр. Les avaleuses, другое название — «La comtesse noire») — франко-бельгийский фильм ужасов испанского режиссёра и сценариста Хесуса Франко, снятый в 1973 году.
Премьера состоялась 7 мая 1975 года во Франции. Считается показательным секс-ужастиком.
Хесус Франко, выступивший в этом фильме в качестве режиссёра, сценариста, оператора, монтажёра и актёра, широко использовал как и в предыдущих своих работах тематику вампиров («Вампирши-лесбиянки»), добавляя при этом изрядную долю эротики и порой порнографии. В центре подобных его фильмов часто стояла одинокая и сексуальная женщина-вампир, непременно обнажающая своё тело и жаждущая крови, потреблявшая её традиционно — «из горла» или, например, путём орального секса.

## Сюжет
Судебные врачи Робертс и Орлофф, обследуя найденные жертвы мужчин и женщин, приходят к выводу, что в смерти погибших виноват вампир.
Красавица графиня Ирина Карлштейн для своего бессмертия питается жизненными соками людей и сеет вокруг себя смерть. Поэт, повстречавший графиню, верит, что предназначен стать её любовником и войти в круг бессмертных.

## В ролях
- Лина Ромай — графиня Ирина Карлштейн
- Джек Тейлор — барон фон Рафони
- Элис Арно — Мария, горничная Ирины
- Моника Суинн — принцесса де Рошфор
- Хесус Франко — доктор Робертс
- Луис Барбу — мажордом Ирины
- Жан-Пьер Буксоу — доктор Орлофф
- Анна Ватикан — Анна, журналистка
- Гилда Арансио — жертва принцессы де Рошфор
- Рэймонд Харди.

## Другие названия
- Jacula и Yacula (Италия)
- Les avaleuses (Франция — «жёсткая» версия — 104 минуты)
- La comtesse aux seins nus (Франция)
- The Bare Breast Countess (Великобритания — цензурная версия — 59 минут)
- Erotikill (США — «хоррор» версия — 71 минута)
- The Loves of Irina (США — видео)
- Entfesselte Begierde (Германия — «софтпорн» версия)
- Erotikill (Германия — «жёсткая» версия — 104 минуты)
- Un caldo corpo di femmina (Италия)
- Erotikiller (Италия — видео)
- Mujeres Vampiras (Испания — видео)
- Verentahrima Morsian (Финляндия — «хоррор» версия — 68 минут)
- Lusterde Vampire im Spermareusch (Германия — «жёсткая» версия — 104 минуты)